# Spirostreptus orellanus
Spirostreptus orellanus är en mångfotingart som beskrevs av Chamberlin 1941. Spirostreptus orellanus ingår i släktet Spirostreptus och familjen Spirostreptidae. Inga underarter finns listade i Catalogue of Life.